# Baldwin III z Hainaut
Baldwin III (z Hainaut) (ur. 1088, zm. 17 grudnia 1120) – hrabia Hainaut w latach 1098–1120.
Był najstarszym synem hrabiego Baldwina II i Idy z Louvain. Był zaręczony z Adelajdą z Maurienne w młodym wieku, ale zdecydował się zerwać zaręczyny, co wywołało skandal. Adelajda udała się do papieża Kaliksta II, który potwierdził legalność małżeństwa. Mimo wszystko poślubił Jolantę von Gelre. Władzę objął w 1098 roku; do 1103 roku regencję sprawowała jego matka. W trakcie jego panowania próbował po śmierci Baldwina VII, hrabiego Flandrii, przejąć jego funkcję. Została ona jednak zapisana Karolowi I Dobremu, który je ostatecznie przejął. Tak jak jego ojciec planował odzyskać Flandrię; próbował do tego wykorzystać konflikt hrabiego Roberta II Jerozolimskiego z cesarzem Henrykiem IV i do 1110 przejściowo zajął Cambrai. Baldwin III zmarł podczas polowania mając ok. 33 lat w 1120 roku, a jego dziedzicem został ok. dziesięcioletni syn, Baldwin IV. Młodszemu Gerardowi przypadły Dale i Dodewaard, należące wcześniej do jego matki – został on protoplastą rodu dziedziców tych ziem.

## Małżeństwo i potomstwo
W 1107 poślubił Jolantę (ok. 1090 – zm. po 1122), córkę hrabiego Geldrii Gerarda I. Baldwin i Jolanta mieli razem pięcioro dzieci:
- Baldwina (1108–1170), następca ojca jako Baldwin IV, mąż Alicji z Namur
- Gerard (zm. 1166), protoplasta grafów Dale.
- Gertruda/Ida, poślubiona przed sierpnia 1137 roku normańskiemu seniorowi w Hiszpanii Rogerowi I z Tosny.
- Jolantę
- Rychildę, żonę: 1) Teodoryka d’Avesnes; 2) Everharda, kasztelana Tournai

Po śmierci Baldwina III Jolanta wyszła drugi raz za mąż za Godfryd II, pana Ribemont i Vouchais, kasztelana Valenciennes. Mieli razem dwójkę dzieci:
- Godfryda III, kasztelana Valenciennes.
- Bertę, która poślubiła: 1) hrabiego Otto z Duras and 2) Gwidona z Saint-Aubert